# 徐咸
徐咸（1479年—？），字子正，号东滨，浙江海寧衛軍籍海鹽縣人，明朝政治人物。

## 生平
生於成化十五年（1479年）。中式浙江鄉試第三十九名舉人。正德六年（1511年）登辛未科進士。知湖广沔阳州，有惠政，教民种稻。升南京兵部郎。官至湖廣襄陽府知府。晚年退休居海盐，筑园名小瀛洲。嘉靖二十一年（1542年），徐咸与陈鉴（陈勾溪）、朱朴（朱西村）、弟徐泰（徐東厓）、鍾梁（钟西皋）、錢琦（錢東畬）、吴昂（吴南溪）、陈古崖、劉銳（刘海村）、释石林等结十老诗社，並繪有《小瀛洲十老图》。著有《四朝闻见录》、《西园杂记》等。

## 家族
曾祖徐勝宗；祖父徐雄；父徐昂，母王氏。具庆下。兄徐復、徐泰（署教谕）、徐節。弟徐臨
有子徐清孺。